# Alzette
L'Alzette (luss. Uelzecht, ted. Alzig, nel XIX secolo in italiano Alzetta) è un fiume che scorre per 73 chilometri tra la Francia (più precisamente nel Grande Est) e il Lussemburgo. È un affluente destro del Sauer (o Sûre).

## Principali comuni attraversati

### Francia
Meurthe e Mosella
Thil (sorgente), Villerupt
Mosella
Audun-le-Tiche

### Lussemburgo
Distretto di Lussemburgo
Hesperange, Città di Lussemburgo, Mersch
Distretto di Diekirch
Ettelbruck (foce)

## Immagini dell'Alzette

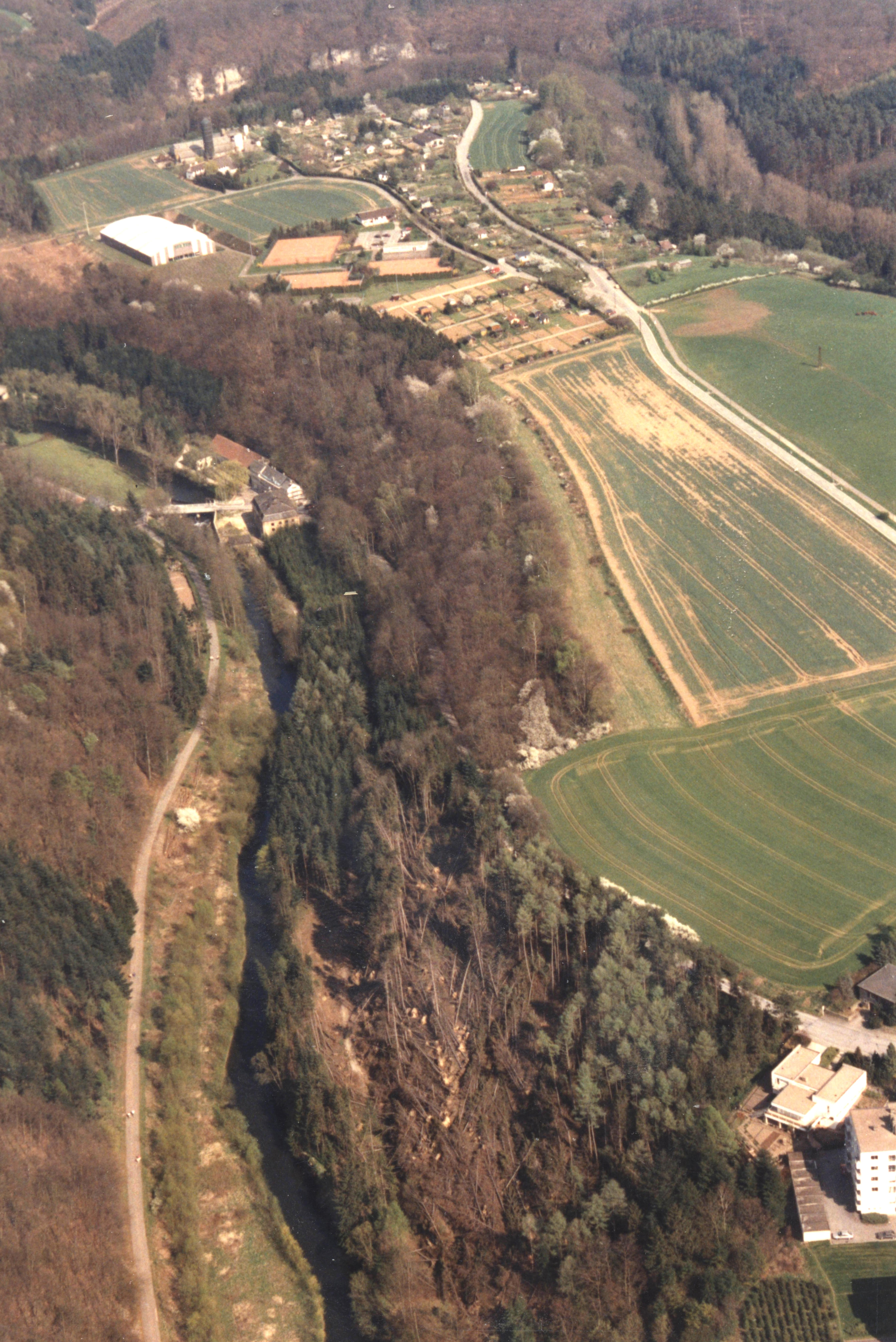
La valle dell'Alzette presso Schleifmühle, a valle di Hesperange
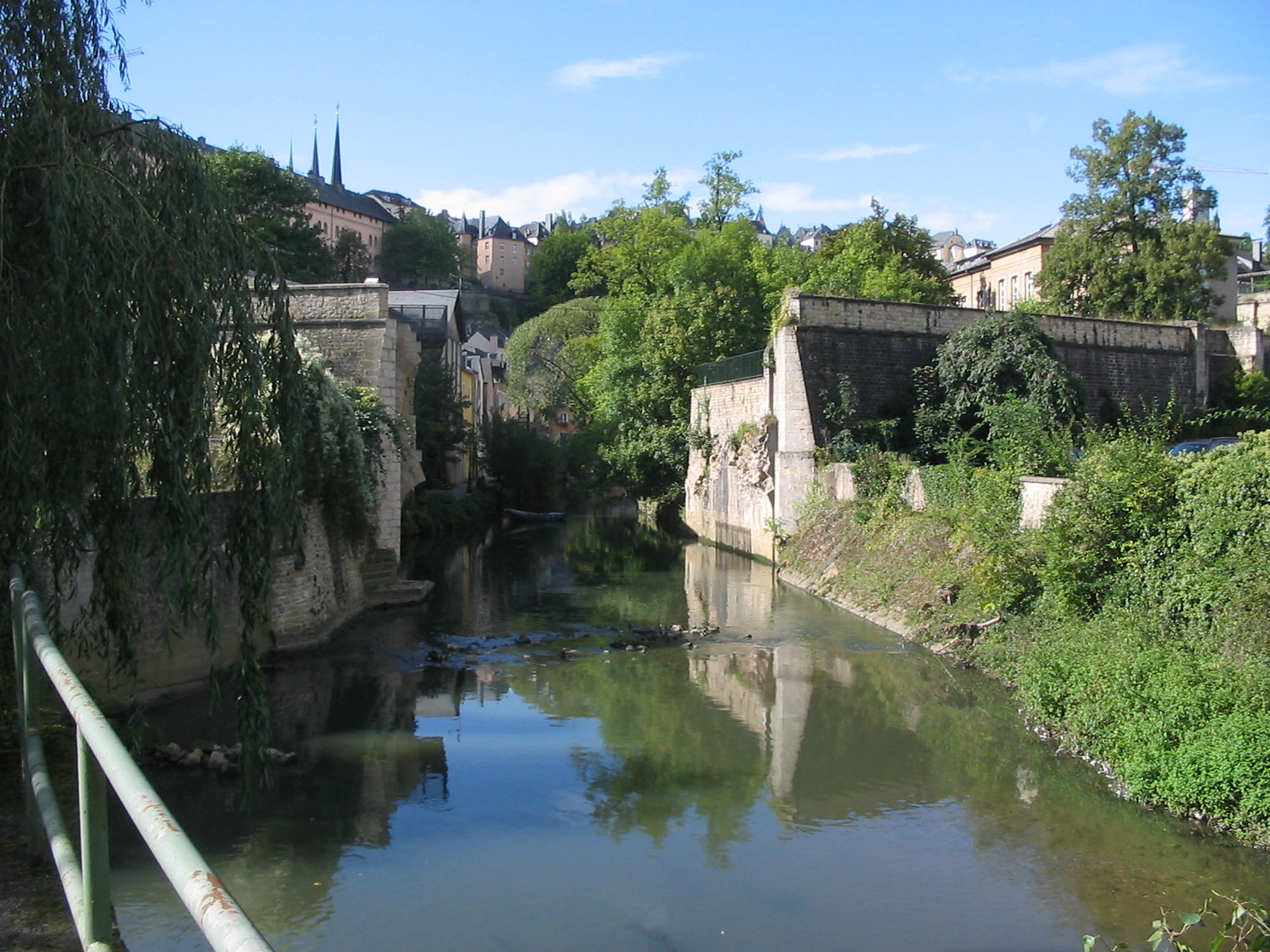
L'Alzette a Città di Lussemburgo
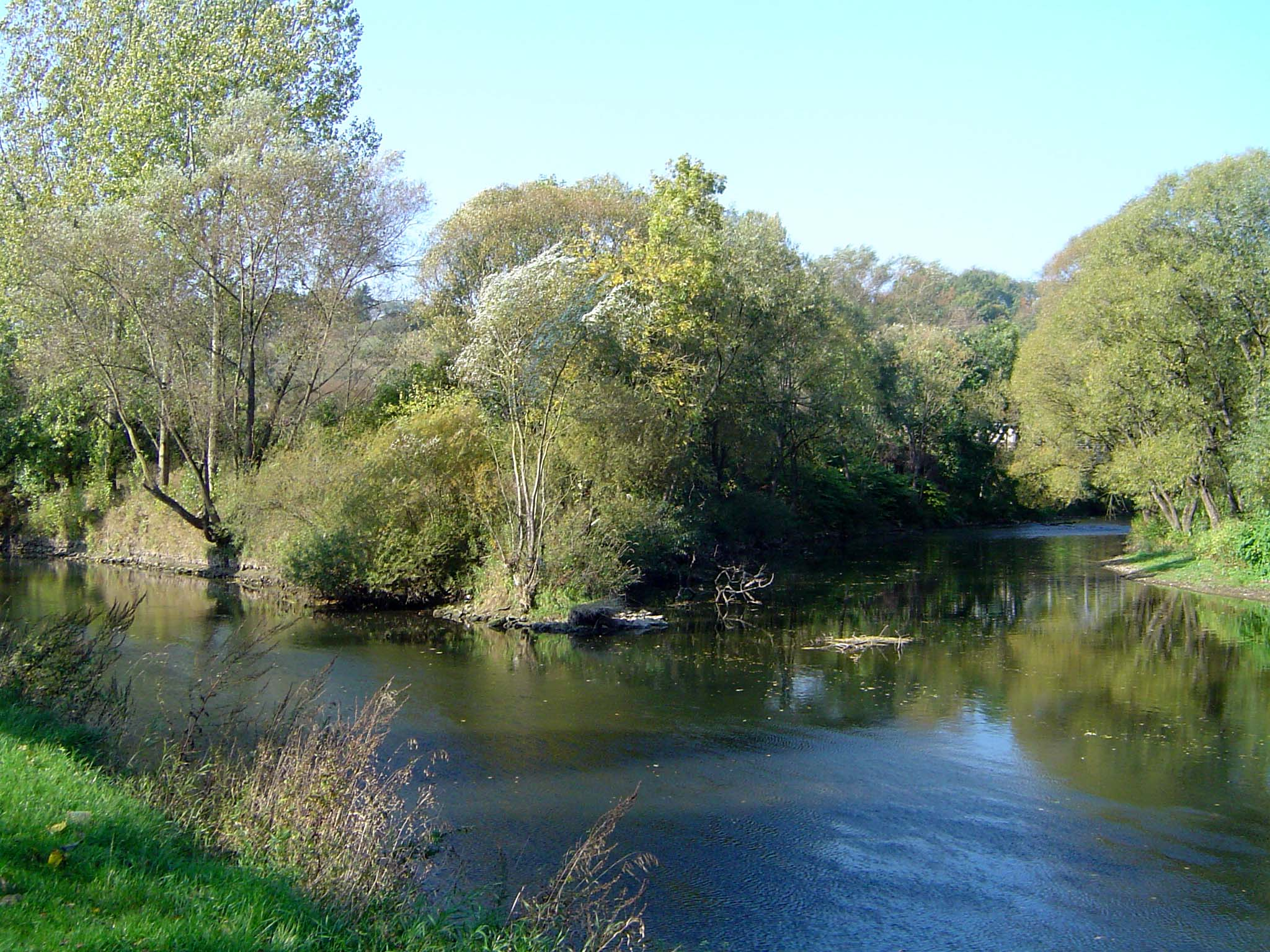
La confluenza nella Sauer